# バレロ・リベラ・フォルチ
バレロ・リベラ・フォルチ（Valero Rivera Folch、1985年2月22日 - ）は、スペイン・カタルーニャ州バルセロナ県バルセロナ出身のハンドボール選手。LNHディヴィジオン・アンのHBCナント所属。
実父は元ハンドボール選手でスペインとカタールの代表監督を務めたバレロ・リベラ・ロペス。

## 経歴

### スペインリーグ時代
1995年にFCバルセロナのユースチームに加入。1998年に父のバレロ・リベラ・ロペスが監督を務めるトップチームへ昇格した。
2005年にBMアラゴンへ移籍。
2007年にアルヘシラスBMへ移籍。2008年はADシウダー・デ・グアダラハラ、2009年はSDオクタビオとチームを転々とした。

### フランスリーグ時代
2010-11年シーズンからフランス・LNHディヴィジオン・アンのHBCナントへ移籍。同シーズンは129得点を記録。
2011年にはスペイン代表に初選出された。2011-12年シーズンではディヴィジオン・アンの最優秀選手、ベストセブン（LW）に選出。158得点はリーグ2位を記録した。
2012-13年シーズンは2年連続でベストセブンに選出。シーズン176得点を記録した（リーグ2位）。
2013-14年シーズンは3年連続リーグ2位となる173得点を記録。7mシュートはリーグ最多の86得点を記録した。
2014-15年シーズンは165得点に終わり、リーグ4位の記録となった。
2015-16年シーズンは3年ぶりのベストセブンに選出。シュート率はリーグ1位となる.751を記録し、得点は184を記録したが、ミケル・ハンセン（PSG）が大幅に上回る228得点を記録し、得点王のタイトルを逃した。同シーズン限りでナントを退団。

### スペイン復帰
2016年8月2日に古巣のFCバルセロナ・ラッサと2018-19年シーズンまでの3年契約を締結した。

### フランス復帰
2018年から古巣のHBCナントへ復帰。

## 詳細情報

### 年度別成績
| 年              | リーグ          | チーム          | 試合 | フィールド 得点 | 率   | 7m      | 合計      | 警告 | 退場 | 失格 |
| --------------- | --------------- | --------------- | ---- | --------------- | ---- | ------- | --------- | ---- | ---- | ---- |
| 2010-11         | フランス D1     | ナント          | 26   | 66/76           | .868 | 63/68   | 129/144   | 0    | 2    | 0    |
| 2011-12         | フランス D1     | ナント          | 26   | 97/143          | .678 | 61/79   | 158/222   | 4    | 1    | 0    |
| 2012-13         | フランス D1     | ナント          | 26   | 84/123          | .683 | 92/112  | 176/235   | 0    | 2    | 0    |
| 2013-14         | フランス D1     | ナント          | 26   | 87/134          | .649 | 86/106  | 173/240   | 0    | 2    | 0    |
| 2014-15         | フランス D1     | ナント          | 25   | 95/143          | .664 | 70/95   | 165/238   | 2    | 2    | 0    |
| 2015-16         | フランス D1     | ナント          | 25   | 94/137          | .686 | 90/108  | 184/245   | 1    | 0    | 0    |
| 2016-17         | ASOBAL          | FCバルセロナ    | 30   | 75/95           | .789 | 26/34   | 101/129   | -    | -    | -    |
| 2017-18         | ASOBAL          | FCバルセロナ    | 29   | 106/135         | .785 | 53/66   | 159/201   | -    | -    | -    |
| 2018-19         | フランス D1     | ナント          | 23   | 77/112          | .688 | 59/71   | 136/183   | 3    | 2    | 0    |
| フランスD1：7年 | フランスD1：7年 | フランスD1：7年 | 177  | 600/868         | .691 | 521/639 | 1121/1507 | 10   | 11   | 0    |
| ASOBAL：2年     | ASOBAL：2年     | ASOBAL：2年     | 59   | 181/230         | .787 | 79/100  | 260/330   | -    | -    | -    |

- 各年度の太字はリーグ最高
- ASOBALの2009-10年シーズン以前は公式記録がないため省略（通算記録は2016-17年シーズン以降のもの）

### タイトル・表彰

#### LNHディヴィジオン・アン
- 最優秀選手：1回 (2011年)
- ベストセブン：3回 (2011年・2012年・2016年)